# Anita Theorell
Ingrid Anita Theorell Wästberg, född Pettersson den 28 augusti 1941 i Solna församling, är en svensk konstvetare och författare.
Anita Theorell blev 1973 filosofie doktor i konstvetenskap vid Stockholms universitet och har varit intendent på Kulturhuset i Stockholm samt chef för Sidas enhet för kultur och medier. Hon har också skrivit kulturhistoriska böcker i samarbete med fotografen Hans Hammarskiöld och författaren Per Wästberg, som hon var gift med 1992–2005. Hon var tidigare gift 1966–1987 med professor Töres Theorell. År 1968 var hon en av initiativtagarna till Grupp 8.

## Priser och utmärkelser
- Augustpriset 2001